# Steyr Motors
Steyr Motors est une entreprise autrichienne de moteurs Diesel, basée à  Steyr. Elle faisait partie du groupe industriel Steyr-Daimler-Puch et elle est devenue indépendante en 2001.

## Description
Ses produits principaux sont les moteurs STEYR M1 "Monoblock" qui sont utilisés dans des bateaux, des camions et des véhicules blindés. Ces moteurs sont le résultat d'un long processus de développement qui a été commencé dans les années 1920 par Steyr-Daimler-Puch.
Les moteurs STEYR sont utilisés dans les véhicules blindés suivants : Dans l'URO VAMTAC d'UROVESA, dans le HMMWV d'AM General, dans le Bandvagn 206S de Hägglund, dans le RG-32M LTV de BAE Systems et dans l'Ocelot de Force Protection.
En 2008 Steyr Motors a présenté le STEYR HDS, le premier système de propulsion hybride pour les bateaux. Le système permet une propulsion propre et non-bruyante à utiliser dans les ports et une mode "Boost" qui rend possible l'utilisation de la puissance des deux moteurs (moteur Diesel et moteur électrique) au même temps. Steyr Motors a gagné des prix d'innovation pour ce produit (par exemple le prix DAME à l'exposition METS à Amsterdam et le prix IBEX de la National Marine Manufacturers Association).
En 2009 Steyr Motors a signé des contrats de licence avec la société AM General et l'entreprise égyptienne Helwan Diesel Engine Company qui produisent le M14 et le M16.
Depuis 2011, Steyr Motors développe des moteurs Diesel pour des avions en coopération avec l'entreprise autrichienne Austro Engine.